# بشر بن الوليد بن عبد الملك
بشر بن الوليد بن عبد الملك هو قائد عسكري أموي، قاد حملات عسكرية ضد الإمبراطورية البيزنطية في 710/11 و714/15، ثم شارك في المعارضة الأموية ضد قريبه الخليفة الوليد بن يزيد. وسجن في عهد مروان بن محمد في عام 745، ومات في السجن.

## سيرته
بشر هو ابن الخليفة الأموي الوليد بن عبد الملك (ص 705-715).  خلال فترة حكم والده، ولاه أبوه الموسم والغزو، فقاد عددًا من الحملات العسكرية ضد الإمبراطورية البيزنطية على طول الحدود الشمالية للخلافة، بما في ذلك في 92 هـ / 710/11 وشتاء 96 هـ / 714/715. وفي 95 هـ / 714م ولاه أبوه إمارة الحج، فحج بالناس في ذلك العام. بسبب طلبه للعلم، أُطلق عليه «عالم بني مروان». عاد بشر إلى سوريا بعد وفاة والده سنة 96 هـ.
خرج بشر على ابن عمه الخليفة الوليد بن يزيد بن عبد الملك لدعم شقيقه يزيد بن الوليد، وعلى الرغم من تحذيرات أخيه العباس ليبقى محايدًا. وبعد اغتيال الوليد الثاني عام 744، حكم أخوه يزيد لبضعة أشهر قبل أن يموت وخلفه شقيقه إبراهيم، الذي استسلم بعد 7 أشهر في 745، وتنازل لصالح مروان بن محمد. كان بشر حينها حاكم جند قنسرين. فأمر مروان بأسر بشر وسجنه، ومات في السجن.
لما قتل الوليد بن يزيد بن عبد الملك أنشد بشر قائلًا: